# Partits polítics del Kurdistan
Aquesta és una llista dels principals moderns partits polítics del Kurdistan:

## Kurdistan iraquià
- Partit d'Acció per la Independència del Kurdistan
- Aliança Democràtica Patriòtica del Kurdistan
- Aliança Popular del Kurdistan Socialista (PASOK)
- Partit d'Alliberament del Kurdistan
- Associació Tribal Kurda
- Partit Comunista del Kurdistan
- Partit Comunista dels Treballadors del Kurdistan
- Partit Conservador del Kurdistan (CPK/Al Muhafinin)
- Partit per la Consecució de la Democràcia al Kurdistan (Kurdistan Democracy Attainment Party)
- Partit Democràtic del Kurdistan (PDK/KDP)
- Partit Democràtic del Kurdistan-Front Progressista
- Partit Democràtic del Kurdistan-Lideratge Provisional
- Front del Kurdistan Iraquià
- Partit del Futur del Kurdistan
- Grup Islàmic del Kurdistan
- Hamas Kurda
- Hizbollah Kurd
- Hizbollah Revolucionari Kurd
- Lliga Islàmica Kurda
- Llista pel Canvi
- Llista del Futur Brillant del Kurdistan
- Llista de la Justícia Social i la Llibertat
- Llista del Kurdistan
- Partit de la Llibertat Kurda
- Partit de la Llibertat del Kurdistan
- Llista del Servei i la Reforma
- Moviment pel Canvi
- Moviment Democràtic del Kurdistan
- Moviment Islàmic del Kurdistan
- Partit dels Obrers del Kurdistan
- Partit dels Obrers i Treballadors del Kurdistan
- Partit Popular Democràtic del Kurdistan
- Partit Revolucionari del Kurdistan
- Shursh
- Partit Socialista Democràtic del Kurdistan
- Partit Socialista del Kurdistan Iraquià
- Partit de la Solució Democràtica
- Partit de la Unitat del Kurdistan
- Unió Islàmica del Kurdistan
- Unió Nacional Democràtica del Kurdistan
- Unió Patriòtica del Kurdistan (UPK/PUK)

## Kurdistan iranià
- Partit Democràtic del Kurdistan Iranià
- Komala
- Organització de Lluita del Kurdistan Iranià
- Partit de la Vida Lliure al Kurdistan (PJAK)
- Partit del Kurdistan Independent o Partit Independent del Kurdistan (PSK)

## Kurdistan turc
- Alliberadors Nacionals del Kurdistan
- Partit d'Alliberament del Kurdistan
- Partit d'Avantguarda dels Treballadors del Kurdistan
- Partit Comunista del Kurdistan
- Confederació Popular del Kurdistan (KCK Koma Civakên Kurdistan)
- KKK (Koma Komalên Kurdistan/Kürdistan Demokratik Konfederalizm), Confederalisme al Kurdistan, Confederalisme Democràtic del Kurdistan
  - Joventut Democràtica Confederalista (KOMALEN-CIWAN)
    - Moviment de la Joventut Lliure i Patriota (YÖGEH)
- Congrés de la Llibertat i la Democràcia del Kurdistan (KADEK, Kongreya Azadi u Demokrasiya Kurdistan - Kürdistan Özgürlük ve Demokrasi Kongresi)
- Congrés Popular del Kurdistan (KONGRA-GEL, Kürdistan Halk Kongresi)
- Partit de la Democràcia (DEP, conegut també com a Partit de la Democràcia i la Igualtat)
- Partit Democràtic del Kurdistan/Nord
- Partit Democràtic del Kurdistan-Xoybun
- Partit Democràtic Popular (DEHAP, Demokratik Halk Partisi)
- Partit dels Drets i les Llibertats (HAKPAR, Hak ve Özgürlükler Partisi)
- Falcons de la Llibertat del Kurdistan
- Grup de la Pau (Baris Gurubu)
- Hizbollah Kurd
- Partit Islàmic del Kurdistan
- Khoyboun
- Partit de la Llibertat o Partit de la Societat Lliure (Özgür Toplum Partisi - Özgür Parti - ÖTP)
- Partit de la Llibertat i la Democràcia del Kurdistan (PADEK)
- Lliga Nacional Kurda
- Partit Patriòtic Democràtic del Kurdistan (PWD)
- Partit de la Pau i la Democràcia (Barış ve Demokrasi Partisi)
- Partit de la Democràcia del Poble (HADEP, Halkın Demokrasi Partisi)
- Partit Popular Laborista (HEP)
- Partit Popular Unit del Kurdistan (YEKBÛN)
- Partit Revolucionari-Kawa
- Partit Revolucionari del Kurdistan
- Partit Socialista del Kurdistan/Turquia
- Partit de la Societat Democràtica (Demokratik Toplum Partisi, DTP)
- Partit dels Treballadors del Kurdistan (Partiya Karkeren Kurdistan)
  - Front d'Alliberament Nacional del Kurdistan
  - Exèrcit Popular d'Alliberament del Kurdistan
  - Unió de Dones Lliures del Kurdistan
  - Consell de la Joventut del Kurdistan
  - Moviment de la Joventut Lliure del Kurdistan (TECAK)
    - Moviment de la Joventut Independent (BAGEH)

  - Federació de la Joventut Democràtica (DEM-GENÇ)
  - Partit de les Dones Lliures del Kurdistan (PAJK Partiya Azadiyê ya Jinên Kurdistanê)
  - Hezen Parastina Gel (Forces de Defensa del Poble)
- Plataforma Nacional del Kurdistan del Nord
- Plataforma d'Unitat Socialista del Kurdistan

A Turquia els kurds oficialment no existeixen (són anomenats turcs de les muntanyes) i la defensa dels drets nacionals kurds per un partit polític és molt difícil, ja que els partits que ho intenten són il·legalitzats acusats de no condemnar al terrorisme, de simpatitzar-hi o d'atemptar contra la unitat indissoluble de l'estat. Així entre 1990 i 2010 s'han creat set partits kurds, tots els quals han estat il·legalitzats al cap d'uns anys. A hores d'ara (setembre del 2010) el setè partit encara funciona. La llista d'aquests partits en l'ordre de fundació i actuació successiva, és la següent:
- Partit Popular Laborista (HEP)
- Partit de la Democràcia DEP (conegut també com a Partit de la Democràcia i la Igualtat)
- Partit de la Llibertat i la Democràcia del Kurdistan (PADEK o ÖZDEP)
- Partit de la Democràcia del Poble (HADEP)
- Partit Democràtic Popular (DEHAP)
- Partit de la Societat Democràtica (DTP)
- Partit de la Pau i la Democràcia (Barış ve Demokrasi Partisi, BDP)

## Síria
- Aliança Democràtica Kurda de Síria (Hevbendiya Demokrat a Kurd li Sûriyê / Al-Tahaluf al-Dimuqrati al-Kurdi fi al-Suriyah)
- Aliança Patriòtica Democràtica Kurda (Al-Tahaluf al-Watani al-Dimuqrati al-Kurdi fi al-Suriyah)
- Coalició Nacional Democràtica
- Front Democràtic Kurd (Bera Demokrat a Kurd li Sûriyê / Jabhah al-Dimuqrati al-Kurdi fi-Suriyah, BDKS)
- Partit de la Llibertat Kurda de Síria (Partiya Azadi ya Kurd Suriye)
- Partit Democràtic del Kurdistan-Síria (Partîya Demokrat a Kurdistanê - Sûriyê / Hizb al-Dimuqrati al-Kurdistani - Suriyah)
- Partit Democràtic Kurd a Síria-El Partit (Partîya Demokrat a Kurdî li Sûriyê / Hizb al-Dimuqrati al-Kurdi fi Suri - Al-Partî; PDK-S/Al-Parti)
- Partit de l'Esquerra Kurda de Síria (Partîya Çep a Kurd li Sûriyê / Hizb al-Yasari al-Kurdi fi Suriyah; PCK-S)
- Partit Progressista Democràtic Kurd de Síria (Partîya Demokrat a Pêsverû ya Kurd li Sûriyê / Hizb al-Dimuqrati al-Taqaddumi al-Kurdi fi Suriyah; PDPK-S)
- Partit Socialista Kurd de Síria (Partîya Sosyalîst a Kurd li Sûriyê / Hizb al-Ishtiraki al-Kurdi fi Suriyah; PSK-S)
- Partit d'Unió Democràtica (Partîya Yekîtî ya Demokratîk, PYD)
- Partit de la Unió Democràtica Kurda de Síria (Partîya Yekîtî ya Demokrat a Kurd li Sûriyê / Hizb al-Wahdah al-Dimuqrati al-Kurdi fi Suriyah; PYDK-S)
- Partit Unit Kurd de Síria (Partîya Yekîtî ya Kurd li Sûriyê / Hizb al-Wahdah al-Kurdi fi Suriyah; PYK-S)
- Partit de la Unió Popular Kurda de Síria (Partîya Hevgirtina Gelê Kurd li Sûriyê/ Hizb al-Ittihad al-Sha'bi al-Kurdi fi Suri; 	PHGK-S)
- Rékeftin (Acord Democràtic Kurd de Síria)
- Unió Democràtica Siriana (Hizb al-Ittihad al-Dimuqrati al-Suri)

## Líban
- Partit Democràtic Kurd-Líban (Parti a Demoqrat a Kurdi e Lubnan / Hizb al-Dimuqrati al-Kurdi fi Lubnan)

## Kurdistan històric
- Khoyboun

## Generals
- Congrés Nacional Kurd